# جعفر پورهاشمی

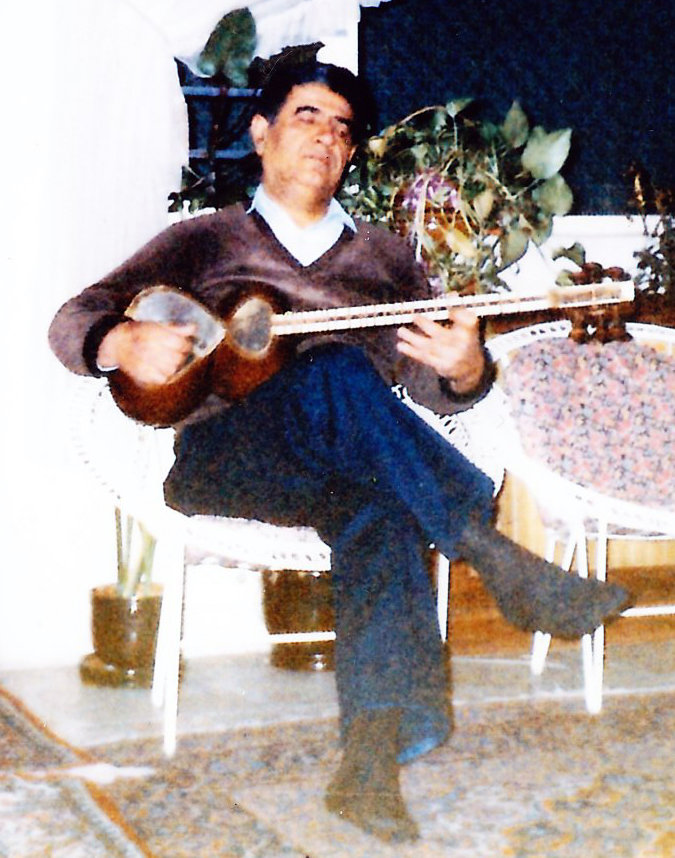
جعفر پورهاشمی در منزل شخصی اش در زمستان ۱۳۷۲

جعفر پورهاشمی (زادهٔ ۴ شهریور ۱۳۰۵ – درگذشتهٔ ۳۰ تیر ۱۳۸۰) آهنگساز، نوازنده، شاعر و خواننده‌ اهل ایران بود. بیشترین فعالیت‌های او در فیلم‌های فارسی پیش از انقلاب سال ۱۳۵۷ به عنوان نوازنده، شاعر یا خواننده بوده است.

## زندگی‌نامه
جعفر پورهاشمی ۴ شهریور ۱۳۰۵ در تهران متولد شد. در نوجوانی به مدرسه «نوبنیاد» راه یافت و نزد علینقی وزیری، تار و ردیف موسیقی سنتی را آموخت. همراه با افزایش تولید فیلم‌های فارسی، پورهاشمی به عنوان آهنگساز و شاعر، ترانه‌های متعددی برای آن فیلم‌ها ساخت و خوانندگی برخی از آن‌ها را نیز بر عهده گرفت. از ویژگی‌های آثار پورهاشمی، وفاداری به موسیقی سنتی ایرانی بود.
جعفر پورهاشمی در کنار همکاری با تولیدکنندگان فیلم، شعرهایی هم برای آگهی‌های بازرگانی رادیو و تلویزیون می‌ساخت که برخی از آن‌ها به شهرت رسید. او همچنین چندین ترانه طنزآمیز مثل «تاکسی» را ساخته، خوانده یا دکلمه کرده که آن‌ها نیز در زمان خود شهرت یافتند. جعفر پورهاشمی پس از انقلاب ۱۳۵۷ کار موسیقی را کنار گذاشت و تنها به تدریس پرداخت. 
وی در سال‌های پس از انقلاب کاملاً گوشه انزوا گرفت و فعالیت هنری خود را ترک کرد به گونه‌ای که حتی دعوت ایرج خواجه امیری را نیز رد کرد. او بیشتر به دلیل ساختن آهنگ فیلم جدایی (۱۳۴۸) به شهرت رسید درحالی‌که بسیاری معتقدند به دلیل تشابه صدا بسیاری از آثار صوتی او از جمله آوازهایش به نام ایرج ثبت شده‌است. آواز او در گنج قارون به جای (در دهان) ظهوری و ترانه معروف آخ برم راننده را از جمله آثار مهم او به‌شمار می‌روند درحالی‌که در این اثر وی به همراه حبیب‌الله بدیعی آهنگسازی گنج قارون را انجام داده‌است.
عهدیه یکی از خوانندگانی است که همواره مشتاق اجرای ترانه‌های جعفر پورهاشمی بود و در بسیاری از فیلم‌ها ترانه‌های او را اجرا کرده‌است. مهوش دیگر خواننده‌ای است که به ترانه‌ها و سروده‌های پورهاشمی علاقه داشت و همواره از ترانه‌های او و بداهه نوازی‌های پورهاشمی به نیکی یاد می‌کرد.
جعفر پورهاشمی همچنین به عنوان یکی از پیشگامان تبلیغ موزیکال در فیلم‌های فارسی شناخته می‌شود و آهنگ پپسی کولا را برای نخستین بار به فارسی اجرا کرده‌است.
او در سن ۷۴ سالگی در ۳۰ تیر ۱۳۸۰ در زادگاهش تهران درگذشت.

## فیلمشناسی

### نوازندگی در فیلم‌های فارسی
- حق و ناحق (۱۳۵۷)
- پیش‌کسوت (۱۳۵۵)
- فراشباشی (۱۳۵۴)
- ماشین مشتی ممدلی (۱۳۵۳)
- آقای جاهل (۱۳۵۲)
- جنوبی (۱۳۵۲)
- مغربی (۱۳۵۲)
- نواب (۱۳۵۱)
- بده در راه خدا (۱۳۵۰)
- پهلوان در قرن اتم (۱۳۵۰)
- رضا چلچله (۱۳۵۰)
- عزیز قرقی (۱۳۵۰)
- مبارزه با شیطان (۱۳۵۰)
- عشق قارون (۱۳۴۷)
- آقا موچول (۱۳۴۵)
- امیرارسلان نامدار (۱۳۴۵)
- بیست سال انتظار (۱۳۴۵)
- پروفسور نخاله (۱۳۴۵)
- جهان پهلوان (۱۳۴۵)
- حاتم طائی (۱۳۴۵)
- حسین کرد (۱۳۴۵)
- داماد فراری (۱۳۴۵)
- دو انسان (۱۳۴۵)
- رانندگان جهنم (۱۳۴۵)
- سه ناقلا در ژاپن (۱۳۴۵)
- شارلاتان (۱۳۴۵)
- ]0فیل و فنجان (۱۳۴۵)
- کابوس (۱۳۴۵)
- کلاه نمدی (۱۳۴۵)
- میلیونر فراری (۱۳۴۵)
- یک قدم تا بهشت (۱۳۴۵)
- ببر کوهستان (۱۳۴۴)
- پاسداران دریا (۱۳۴۴)
- جلاد (۱۳۴۴)
- خوشگل خوشگلا (۱۳۴۴)
- دزد بانک (۱۳۴۴)
- سه تا بزن‌بهادر (۱۳۴۴)
- سه تا نخاله (۱۳۴۴)
- شانس بزرگ (۱۳۴۴)
- شیرمرد (۱۳۴۴)
- شیطون بلا (۱۳۴۴)
- قهرمان قهرمانان (۱۳۴۴)
- مراد و لاله (۱۳۴۴)
- مرخصی اجباری (۱۳۴۴)
- مرد ده میلیون تومانی (۱۳۴۴)
- من مادرم (۱۳۴۴)
- مو طلایی شهر ما (۱۳۴۴)
- ولگرد قهرمان (۱۳۴۴)
- یکپارچه آقا (۱۳۴۴)
- آقای قرن بیستم (۱۳۴۳)
- افسانه دهکده (۱۳۴۳)
- جاهل محل (۱۳۴۳)
- جاهل‌ها و ژیگول‌ها (۱۳۴۳)
- جهنم زیر پای من (۱۳۴۳)
- چهار تا شیطون (۱۳۴۳)
- دختر ولگرد (۱۳۴۳)
- دختران با معرفت (۱۳۴۳)
- شکوفه‌های امید (۱۳۴۳)
- گردن کلفت (۱۳۴۳)
- وسوسه (۱۳۴۳)
- آقای هفت رنگ (۱۳۴۲)
- پرتگاه مخوف (۱۳۴۲)
- مادر فداکار (۱۳۴۲)
- محکوم (۱۳۴۲)
- مرد میدان (۱۳۴۲)
- خداداد (۱۳۴۱)
- گل گمشده (۱۳۴۱)
- نصیب و قسمت (۱۳۴۱)
- دوقلوها (۱۳۳۸)

### شعر
1. حق و ناحق (۱۳۵۷)
2. حلقه‌های ازدواج (۱۳۵۶)
3. پیش‌کسوت (۱۳۵۵)
4. ماشین مشتی ممدلی (۱۳۵۳)
5. آقای جاهل (۱۳۵۲)
6. نواب (۱۳۵۱)
7. خوشگل محله (۱۳۵۰)
8. امیرارسلان نامدار (۱۳۴۵)
9. پروفسور نخاله (۱۳۴۵)
10. حسین کرد (۱۳۴۵)
11. دو انسان (۱۳۴۵)
12. رانندگان جهنم (۱۳۴۵)
13. سه ناقلا در ژاپن (۱۳۴۵)
14. کابوس (۱۳۴۵)
15. کلاه نمدی (۱۳۴۵)
16. ول‌معطلی (۱۳۴۵)
17. ببر کوهستان (۱۳۴۴)
18. پاسداران دریا (۱۳۴۴)
19. جلاد (۱۳۴۴)
20. زشت و زیبا (۱۳۴۴)
21. سه تا بزن‌بهادر (۱۳۴۴)
22. شانس بزرگ (۱۳۴۴)
23. شیرمرد (۱۳۴۴)
24. قهرمان قهرمانان (۱۳۴۴)
25. گنج قارون (۱۳۴۴)
26. مراد و لاله (۱۳۴۴)
27. من مادرم (۱۳۴۴)
28. ولگرد قهرمان (۱۳۴۴)
29. یکپارچه آقا (۱۳۴۴)
30. افسانه دهکده (۱۳۴۳)
31. جاهل محل (۱۳۴۳)
32. جاهل‌ها و ژیگول‌ها (۱۳۴۳)
33. جهنم زیر پای من (۱۳۴۳)
34. چهار تا شیطون (۱۳۴۳)
35. دختر ولگرد (۱۳۴۳)
36. دختران با معرفت (۱۳۴۳)
37. گردن کلفت (۱۳۴۳)
38. آقای هفت رنگ (۱۳۴۲)
39. پرتگاه مخوف (۱۳۴۲)
40. طلاق (۱۳۴۲)
41. مادر فداکار (۱۳۴۲)
42. مرد میدان (۱۳۴۲)
43. خداداد (۱۳۴۱)
44. گل گمشده (۱۳۴۱)
45. دوقلوها (۱۳۳۸)

### خواننده
(۱۹) فیلم با مآخذ (بیش از ۳۵ فیلم به همراه ایرج یا صدای دوم)
1. عنتر و منتر (۱۳۵۵)
2. ماشین مشتی ممدلی (۱۳۵۳)
3. بده در راه خدا (۱۳۵۰)
4. پهلوان در قرن اتم (۱۳۵۰)
5. خوشگل محله (۱۳۵۰)
6. گنج قارون (۱۳۴۷)
7. دو انسان (۱۳۴۵)
8. رانندگان جهنم (۱۳۴۵)
9. جلاد (۱۳۴۴)
10. سه تا بزن‌بهادر (۱۳۴۴)
11. شیرمرد (۱۳۴۴)
12. مرخصی اجباری (۱۳۴۴)
13. مرد ده میلیون تومانی (۱۳۴۴)
14. جاهل‌ها و ژیگول‌ها (۱۳۴۳)
15. دختران با معرفت (۱۳۴۳)
16. آقای هفت رنگ (۱۳۴۲)
17. مسافری از بهشت (۱۳۴۲)
18. خداداد (۱۳۴۱)
19. گل گمشده (۱۳۴۱)
20. فیلم مردی از اصفهان (۱۳۴۶)